# Frédéric Chopin
Frédéric François Chopin, polj. Fryderyk Franciszek Chopin, (Żelazowa Wola, 1. ožujka 1810. – Pariz, 17. listopada 1849.), poljski skladatelj i pijanist.
Jedan od glavnih autora klavirskog romantizma, kojemu je Chopinov utjecaj odredio stilske i estetske smjernice.

## Životopis
Rano djetinjstvo proveo je u domovini, a ranu mladost na putovanjima u Berlinu, Beču i Dresdenu, te odlazi iz Poljske sa željom da se usavrši u inozemstvu, ne sluteći da se više nikada neće vratiti u domovinu. Napokon je 1830., baš u doba kada je u Poljskoj buknuo proturuski Novembarski ustanak, godine došao u Pariz.  
Kao veliki domoljub, trajno se družio s Poljacima u Parizu. Njegova ljubav i život s književnicom George Sand postali su predmet opsežne literature. Osim manjeg broja orkestralnih i komornih djela, te 17 poljskih pjesama za glas i klavir, Chopin je skladao isključivo djela za glasovir. Chopin je bio jedinstven kao pijanist, izvođač vlastitih djela i sasvim poseban i usamljen kao autor. Bio je bez uzora u prijašnjim razdobljima klasične glazbe i gotovo bez nasljednika. Ostavio je opus od 74 tiskana djela koja po svojoj formalnoj strukturi i poetskim obilježjima nemaju premca u europskoj glazbi. Svojom je umjetnošću odlučno djelovao na klavirsku glazbu i interpretativni stil, pa njegov utjecaj dopire i u 20. stoljeće. 
1842. godine je Frédéric Chopin ozbiljno obolio (i do tada je bio lošega zdravlja, te je s 28 godina imao svega 45 kg) od Alpha 1 antitripsin deficijencije ili cistične fibroze; teška bolest i njene komplikacije - među kojima perikarditis - će ga za 7 godina dovesti do smrti. Postavljanje točne dijagnoze atipične bolesti kakvu je imao Chopin bilo je u to vrijeme teško ili nemoguće, te su mu neki liječnici dijagnosticirali tuberkulozu pluća; ta će bolest biti i službeno navedena kao razlog smrti.
Približno od 1844. god. - kada se njegove mogućnosti da zarađuje smanjuju kako njegova bolest napreduje - veliki dio Chopinovih troškova podmirivala škotska plemkinja Jane Stirling (1804. – 1859.). Stirling je bila jedna od njegovih studentica klavira; zahvalni joj je Chopin posvetio dva svoja nokturna. J. Stirling je Chopinu bila vrlo privržena, preuzela je brigu o znatnom dijelu njegovih poslova, a upoznala se dobro i s njegovim roditeljima i sestrom Louisom. Mogućnost braka je objektivno onemogućavalo njegova teško zdravstveno stanje. Nakon njegove smrti u Parizu - troškove pogreba je platila Jane Stirling - ona je u Poljsku poslala Chopinov klavir (koji je bio iznajmljen, te ga je ona otkupila), a sa sobom je u Škotsku ponijela namještaj i razne osobne stvari, te je do svoje smrti nosila crninu. Stoga se do danas ponekada spominje kao "Chopinova udovica". U svojoj kući Stirling je opremila sobu s Chopinovim stvarima i svojim koncertnim klavirom - na kojemu je stanovito vrijeme svirao Chopin - kao "Chopinov muzej".
Na prvu obljetnicu Chopinove smrti, Jane Stirling je po njegovom grobu prosula nešto poljske zemlje, koju je poslala Chopinova sestra Louisa. Prema želji koju je Chopin iznio na svojoj smrtnoj postelji, njegovo je srce poslano u Varšavu. Računajući da bi moglo biti problema s ruskom policijom koja je prijekim okom gledala na patriote u emigraciji poput Chopina, srce je u Poljsku prokrijumčareno 1850. godine; danas ga se čuva u Varšavskoj Crkvi sv. Križa.

## Poznata klavirska djela
- 58 mazurkâ
- 27 etida (po 12 u op.10 i op.25, te 3 bez oznake)
- 27 preludija
- 21 nokturno
- 20 valcera
- 18 polonezâ
- 5 ronda
- 4 balade
- 4 scherza
- 4 improptus
- 3 écossaise
- 3 klavirske sonate
- 2 koncerta za klavir i orkestar